# Simon Denissel
Simon Denissel (* 22. Mai 1990 in Auchel) ist ein französischer Leichtathlet, der sich auf den Mittelstreckenlauf spezialisiert hat.

## Sportliche Laufbahn und Leben
Erste internationale Erfahrungen sammelte Simon Denissel bei den Crosslauf-Weltmeisterschaften 2008 in Edinburgh, bei denen er nach 25:23 min auf Rang 64 im U20-Rennen gelangte. Im Jahr darauf kam er bei den Crosslauf-Weltmeisterschaften 2009 in Amman nach 27:14 min 88 ins Zie und belegte dann bei den Junioreneuropameisterschaften in Novi Sad in 14:37,86 min den achten Platz im 5000-Meter-Lauf. 2011 erreichte er bei den U23-Europameisterschaften in Ostrava in 14:18,35 min Rang 13 über 5000 Meter. 2013 gewann er dann bei den Halleneuropameisterschaften in Göteborg mit neuer Bestleistung von 3:37,70 min die Bronzemedaille im 1500-Meter-Lauf hinter seinem Landsmann Mahiedine Mekhissi und İlham Tanui Özbilen aus der Türkei. Im August startete er dann über diese Distanz bei den Weltmeisterschaften in Moskau und schied dort mit 3:42,06 min im Vorlauf aus. Nach zahlreichen durchwachsenen Jahren nahm er erst 2018 wieder an den Europameisterschaften in Berlin teil und scheiterte dort mit 3:41,67 min im Vorlauf über 1500 Meter. Im Jahr darauf wurde er dann bei den Halleneuropameisterschaften 2019 in Glasgow in 3:45,50 min Fünfter und 2021 schied er bei den Halleneuropameisterschaften 2021 in Toruń mit 3:44,94 min in der Vorrunde aus.
2013 wurde Denissel französischer Hallenmeister im 1500-Meter-Lauf sowie 2018 Hallenmeister über 3000 Meter.

## Persönliche Bestleistungen
- 1500 Meter: 3:34,43 min, 3. September 2021 in Brüssel
  - 1500 Meter (Halle): 3:37,70 min, 3. März 2013 in Göteborg
- 3000 Meter: 7:51,37 min, 2. Juni 2012 in Oordegem
  - 3000 Meter (Halle): 7:47,16 min, 10. Februar 2013 in Gent
- 5000 Meter: 13:38,74 min, 11. Juni 2011 in Carquefou